# Pseudocoremia suavis
Pseudocoremia suavis är en fjärilsart som beskrevs av Butler 1879. Pseudocoremia suavis ingår i släktet Pseudocoremia och familjen mätare. Inga underarter finns listade i Catalogue of Life.

## Bildgalleri

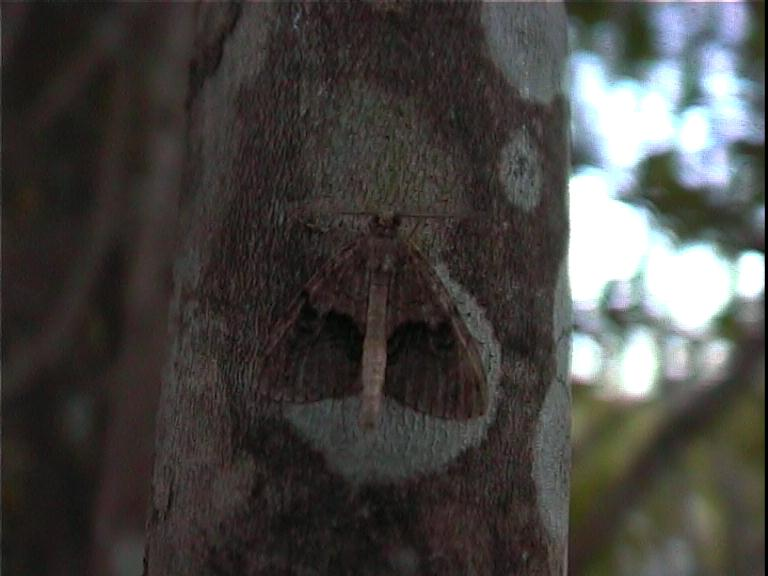